# 舟橋聖一文学賞
舟橋聖一文学賞（ふなはしせいいちぶんがくしょう）は、彦根市が、2007年に彦根城築城400年を記念して、文化の振興の面から新たな飛躍と発展をめざして創設した文学賞である。1年間に新しく単行本として刊行された優れた小説が対象とされる。

## 概要
舟橋聖一の小説「花の生涯」が1963年にNHK大河ドラマ第1作として放映され、大老・井伊直弼はじめ彦根城ならびに彦根市の名が全国的に知られることとなり、その功績により、彦根市は、1964年6月に舟橋聖一に対し、最初の名誉市民の称号を授与した。彦根市では、市制50周年の1986年度に近隣の府・県の小・中・高生を対象に読書創作活動の振興のため「舟橋聖一顕彰文学奨励賞」を、1989年には、全国の30歳までの青年を対象に文学の登竜門として「舟橋聖一顕彰青年文学賞」を設けている。

## 受賞作一覧
| 回（年）           | 賞   | 受賞者     | 受賞作                                  | 刊行                   |
| ------------------ | ---- | ---------- | --------------------------------------- | ---------------------- |
| 第1回（2007年度）  | 受賞 | 北方謙三   | 『独り群せず』                          | 2007年6月 文藝春秋     |
| 第2回（2008年度）  | 受賞 | 荒山徹     | 『柳生大戦争』                          | 2007年10月 講談社      |
| 第3回（2009年度）  | 受賞 | ねじめ正一 | 『商人（あきんど）』                    | 2009年3月 集英社       |
| 第4回（2010年度）  | 受賞 | 冲方丁     | 『天地明察』                            | 2009年11月 角川書店    |
| 第5回（2011年度）  | 受賞 | 夢枕獏     | 『大江戸釣客伝』【上下】                | 2011年7月 講談社       |
| 第6回（2012年度）  | 受賞 | 東郷隆     | 『本朝甲冑奇談』                        | 2012年7月 文藝春秋     |
| 第7回（2013年度）  | 受賞 | 典厩五郎   | 『NAGASAKI 夢の王国』                   | 2013年2月 毎日新聞社   |
| 第8回（2014年度）  | 受賞 | 谷甲州     | 『加賀開港始末』                        | 2014年3月 中央公論新社 |
| 第9回（2015年度）  | 受賞 | 木下昌輝   | 『宇喜多の捨て嫁』                      | 2014年10月 文藝春秋    |
| 第10回（2016年度） | 受賞 | 山本音也   | 『本懐に候』                            | 2016年4月 小学館       |
| 第11回（2017年度） | 受賞 | 朝井まかて | 『福袋』                                | 2017年6月 講談社       |
| 第12回（2018年度） | 受賞 | 飯嶋和一   | 『星夜航行』                            | 2018年6月 新潮社       |
| 第13回（2019年度） | 受賞 | 河治和香   | 『がいなもん 松浦武四郎一代』           | 2018年6月 小学館       |
| 第14回（2020年度） | 受賞 | 澤田瞳子   | 『駆け入りの寺』                        | 2020年4月 文藝春秋     |
| 第15回（2021年度） | 受賞 | 砂原浩太朗 | 『高瀬庄左衛門御留書』                  | 2021年1月 講談社       |
| 第16回（2022年度） | 受賞 | 玉岡かおる | 『帆神 北前船を馳せた男・工楽松右衛門』 | 2021年8月 新潮社       |
| 第17回（2023年度） | 受賞 | 町田康     | 『口訳 古事記』                         | 2023年4月 講談社       |
| 第18回（2024年度） | 受賞 | 犬飼六岐   | 『火の神の砦』                          | 文芸春秋               |

## 選考委員
- 第1回〜第7回 - 秋山駿、藤沢周、佐藤洋二郎、増田みず子
- 第9回〜 - 藤沢周、佐藤洋二郎、増田みず子、富岡幸一郎